# H. D. Everett
H. D. Everett, nascida Henrietta Dorothy Everett (Gillingham, janeiro de 1851 – Weston-on-Trent, 16 de setembro de 1923) foi uma proeminente escritora britânica. 
Sua verdadeira identidade foi revelada em 1910, porém pouco se sabe sobre sua vida. Foi um dos grandes nomes da ficção de horror e sobrenatural da Era vitoriana.

## Biografia
Henrietta nasceu em 1851, em Gillingham, no condado de Kent. Era filha de John Huskisson (1820-1889), 1º tenente da Marinha Real, e Julia Lovatt (1826-1884). Nada se sabe sobre sua infância e adolescência ou os lugares onde morou. Analisando algumas de suas obras, acredita-se que tenha morado na Escócia em algum momento, pelas descrições de lugares e cidades. Aos 18 anos, casou-se com o advogado Isaac Edward Everett.
Começou a escrever aos 44 anos livros e contos de horror, sobrenatural e proto-ficção científica, em 1896 e até 1920 publicou cerca de 22 livros sob o pseudônimo de Theo Doulas com 17 editoras diferentes. Pelo menos metade desses livros são sobrenaturais em essência ou temas de fantasia clássica. Iras: A Mystery (1896), por exemplo, é a história de um egiptólogo que desenfaixa uma múmia egípcia que contém Iras, do título, uma bela mulher que acaba voltando à vida. Os dois se apaixonam e se casam, mas com o tempo os vários amuletos mágicos no colar de Iras são removidos e ela volta a ser uma múmia. É tido também um exemplo de ficção científica vitoriana, por envolver métodos científicos de exploração de tumbas.
Nemo (1900) é uma história sobre uma heroína que possuí e sem querer dá vida a um autômato. One or Two (1907) é um enredo onde uma mulher gorda acaba emagrecendo com a ajuda de espíritos. Malevola (1914) é um conto de vampiros com toques psíquicos, onde a personagem Madame Thérèse Despard é capaz de absorver a beleza e a energia vital de uma pessoa durante uma massagem.
Usando o nome de H.D. Everett, publicou a coletânea The Death Mask, and Other Ghosts (1920), citada por H. P. Lovecraft em seu ensaio sobre literatura de horror de 1927, Supernatural Horror in Literature. O escritor e pesquisador literário, M. R. James, também elogiou a coletânea em seu ensaio, Some remarks on Ghost Stories (1929), em que descreve a qualidade de alguns contos e como conseguem ser sombrios.
Praticamente não há informações sobre sua vida, além do que foi revelado em breves biografias em seus livros e nos censos britânicos da época. De acordo com o censo de 1911, ela consta como viúva e vivendo com seus próprios ganhos, provavelmente tirados de seus escritos. A escrita era uma das poucas profissões acessíveis para mulheres na época e com a crescente demanda por literatura vinda da classe trabalhadora, foi uma saída viável, em especial às viúvas.

## Morte
Henrietta morreu em 16 de setembro de 1923, em Weston-on-Trent, aos 72 anos. Em seu testamento, deixou 4.853 libras para seu filho, Isaac Arthur Huskisson Everett, equivalente hoje a mais de 290 mil libras.

## Publicações selecionadas

### Romances
- Iras: A Mystery, William Blackwood & Sons (Edimburgo), 1896
- Nemo, Smith, Elder & Co. (Londres), 1900
- A White Witch, Hurstand Blackett Limited (Londres), 1908
- Malevola, Heath, Cranton & Ousley Ltd (Londres), 1914

### Coletâneas
- More Uncanny Stories, C. Arthur Pearson Limited (Londres), 1918
- The Death-Mask and Other Ghosts, Philip Allan & Co. 1920

### Contos
- Three Mysteries (1904)
- A White Witch (1908)
- Cousin Hugh (1910)
- White Webs (1912)
- Hadow of Shaws (1913)
- The Grey Countess (1913)
- The Whispering Wall (1916)
- The Pipers of Mallory (1917)
- A Girl in White (1920)
- A Perplexing Case (1920)
- A Water Witch (1920)
- Anne's Little Ghost (1920)
- Beyond the Pale (1920)
- Fingers of a Hand (1920)
- Nevill Nugent's Legacy (1920)
- Over the Wires (1920)
- Parson Clench (1920)
- The Crimson Blind (1920)
- The Death Mask (1920)
- The Lonely Road (1920)
- The Next Heir (1920)
- The Wind of Dunowe (1920)